# Rypoun zobanitý
Rypoun zobanitý (Campylomormyrus rhynchophorus) je jedním ze 14 druhů rodu rypoun (Campylomormynus). Na seznamu Mezinárodního svazu ochrany přírody je zapsán jako málo dotčený taxon.

## Výskyt
Tato ryba žije ve vodách řeky Kongo a jejích přítoků v Kamerunu, Konžské demokratické republice a v Angole.

## Popis
Dosahuje délky až 22 cm.

## Vědecká synonyma
(dle BioLib.cz)
- Gnathonemus rhynchophorus Boulenger, 1898
- Gnathonemus compressirostris Pellegrin, 1924
- Gnathonemus rhynchophorus lualabaensis David & Poll, 1937
- Gnathonemus lualabaensis David & Poll, 1937
- Campylomormyrus lualabaensis (David & Poll, 1937)